# Punto ciego
El punto ciego, también conocido como papila óptica, mancha ciega o disco óptico, es la zona de la retina de donde surge el nervio óptico. 
Esta zona del polo posterior del ojo carece de células sensibles a la luz, tanto de conos como de bastones, perdiendo así toda la sensibilidad óptica. Normalmente no percibimos su existencia debido a que el punto ciego de un ojo es suplido por la información visual que nos proporciona el movimiento ocular y la visión bifocal. También es difícil percibirlo con un solo ojo, ya que ante la falta de información visual en la zona del punto ciego, el cerebro recrea virtualmente y rellena esa pequeña área en relación con el entorno visual que la rodea.

## Descubrimiento
El punto ciego no se descubrió hasta el siglo XVII y no fue un descubrimiento a partir de la percepción directa, sino a partir de la disección de un ojo humano. El médico y físico Edme Mariotte observó una zona sin células foto receptoras a la retina. A partir de este descubrimiento se identificó por primera vez el concebido como punto ciego. Paralelamente el científico diseñó experimentos para evidenciarlo.
Se explica como anécdota que Mariotte le hizo un “truco de magia” a uno de los cortesanos del Rey Sol de Francia (Luis XIV): colocó una moneda a la vista del noble y colocándola en una posición estratégica, aprovechándose de su punto ciego, la hizo desaparecer.

## Comprobación experimental
Se puede realizar un fácil experimento dibujando en un folio una cruz y un punto con una cierta distancia entre ellos. A continuación, se sitúa el papel a unos 20 cm del ojo izquierdo, se cierra el ojo derecho y, fijando la vista en el punto que está a la derecha con el ojo izquierdo, se acerca lentamente el papel y se podrá observar cómo desaparece el otro punto al entrar en el área sin sensibilidad óptica; al continuar acercando el papel, el punto vuelve a aparecer.  
| Experimento para detectar su punto ciego | Experimento para detectar su punto ciego | Experimento para detectar su punto ciego |
| --- | ---------------------------------------- | ---------------------------------------- |
| |                                          |                                          |
| A | O                                        | X                                        |
| |                                          |                                          |
| Instrucciones: Quizás necesite reducir el tamaño de la ventana de su navegador si su pantalla es demasiado grande o de alta resolución. Su cara debe estar muy cerca de la pantalla. Cúbrase el ojo derecho y enfoque la X con el izquierdo. Ahora, aléjese despacio de la pantalla. Alrededor de los 15 cm, la O debe desaparecer, mientras la A todavía es visible del lado izquierdo. Cuando se aleje más, la O debe reaparecer. (Observe que usted no ve un hoyo. En lugar de la O, debería ver algo así como color de fondo un uniforme color gris. El hoyo debe ser "tapado" por su cerebro. Asegúrese de que no hay ningún reflejo en la pantalla.) |                                          |                                          |

## Evolución
El punto ciego existe en los humanos y otros animales, pero no en todos. La evolución del ojo comenzó hace 540 millones de años. La aparición del primer ojo con una genuina formación de la imagen provocó una fuerte competición, que favoreció la evolución simultánea de diversos tipos de ojos. Los ojos de los calamares y sepias son un ejemplo de ojos similares a los humanos por convergencia evolutiva, pero que evitan la formación de un punto ciego.

## Estudios
Un estudio recientemente publicado en Current Biology encontró que algunos ejercicios pueden mejorar la visión al lado del punto ciego del ojo en el caso humano.
En la investigación realizada en la Universidad de Queensland, Australia, se hicieron pruebas en diez personas utilizando imágenes de líneas móviles, de colores, que a veces estaban dentro y otras veces fuera del punto ciego. En el curso de veinte sesiones, el tamaño del punto ciego se redujo en un diez por ciento.
Los investigadores proponen la teoría que, como resultado de los ejercicios, las células sensibles a la luz alrededor del borde del punto ciego se hicieron más sensibles a la luz. Esta mejora no pasó de un ojo al otro, por lo cual sería necesario entrenar cada ojo por separado.
Mejorar la visión alrededor del punto ciego fisiológico no es una prioridad para la mayoría de nosotros; sin embargo, esta investigación puede indicar maneras de mejorar la visión de quienes sufren de puntos ciegos por la degeneración macular relacionada con la edad u otras afecciones.